# Rocca d'Orcia
Rocca d'Orcia is een plaats (frazione) in de Italiaanse gemeente Castiglione d'Orcia.